# 徐震 (萬曆進士)
徐震（1546年—1579年），字起之，浙江紹興府餘姚縣人，民籍，明朝政治人物、進士出身。

## 生平
萬曆四年（1576年）丁丑科浙江鄉試第九十名。萬曆五年（1577年），聯捷三甲第四十五名進士，官廣東增城縣知縣，卒於官。

## 家族
曾祖父徐諲，曾任七品散官；祖父徐芬；父親徐禮。母張氏。永感下。兄徐電。弟徐霖、徐霈。